# Pavé de Bourghelles à Wannehain
Der Sektor Pavé de Bourghelles à Wannehain oder Sektor Frédéric Guesdon ist ein 1100 Meter langer mit Kopfsteinen gepflasterter Weg, welcher bei Paris–Roubaix von Bourghelles in Richtung Wannehain verwendet wird.

## Charakteristik
Der Sektor Pavé de Bourghelles à Wannehain ist mit der Schwierigkeitsstufe von drei Sternen ausgezeichnet. Im Grunde genommen besteht der Sektor aus zwei Sektoren, dem Pavé des 4 chemins und dem Pavé du Calvaire. Zu Beginn ist er verhältnismäßig gut, im Anschluss nach der ersten Rechtskurve zunehmend schlechter zu befahren. Durch einen Hinweis der Verwaltung von Bourghelles, wurde bei der Restaurierung des Sektors im Jahre 2015 durch die Les Amis de Paris–Roubaix das Zwischenstück zwischen Sektorende und der D93 in Richtung Wannehain ebenfalls gepflastert. Somit wurde der bisherige Schotterabschnitt gegen ca. 20 Meter zusätzliches Kopfsteinpflaster getauscht.

## Geschichte
Erstbefahrung des Sektors war im Jahr 1992 und wurde bis 1995 jährlich absolviert. Danach wurde der Sektor 11 Jahre nicht befahren und erst, nach einer Restaurierung durch die Les Amis de Paris–Roubaix, ab dem Jahr 2006 wieder jährlich befahren. Im März 2022 wurde der Sektor nach Frédéric Guesdon, dem Sieger von Paris–Roubaix 1997, benannt.

## Bildergalerie

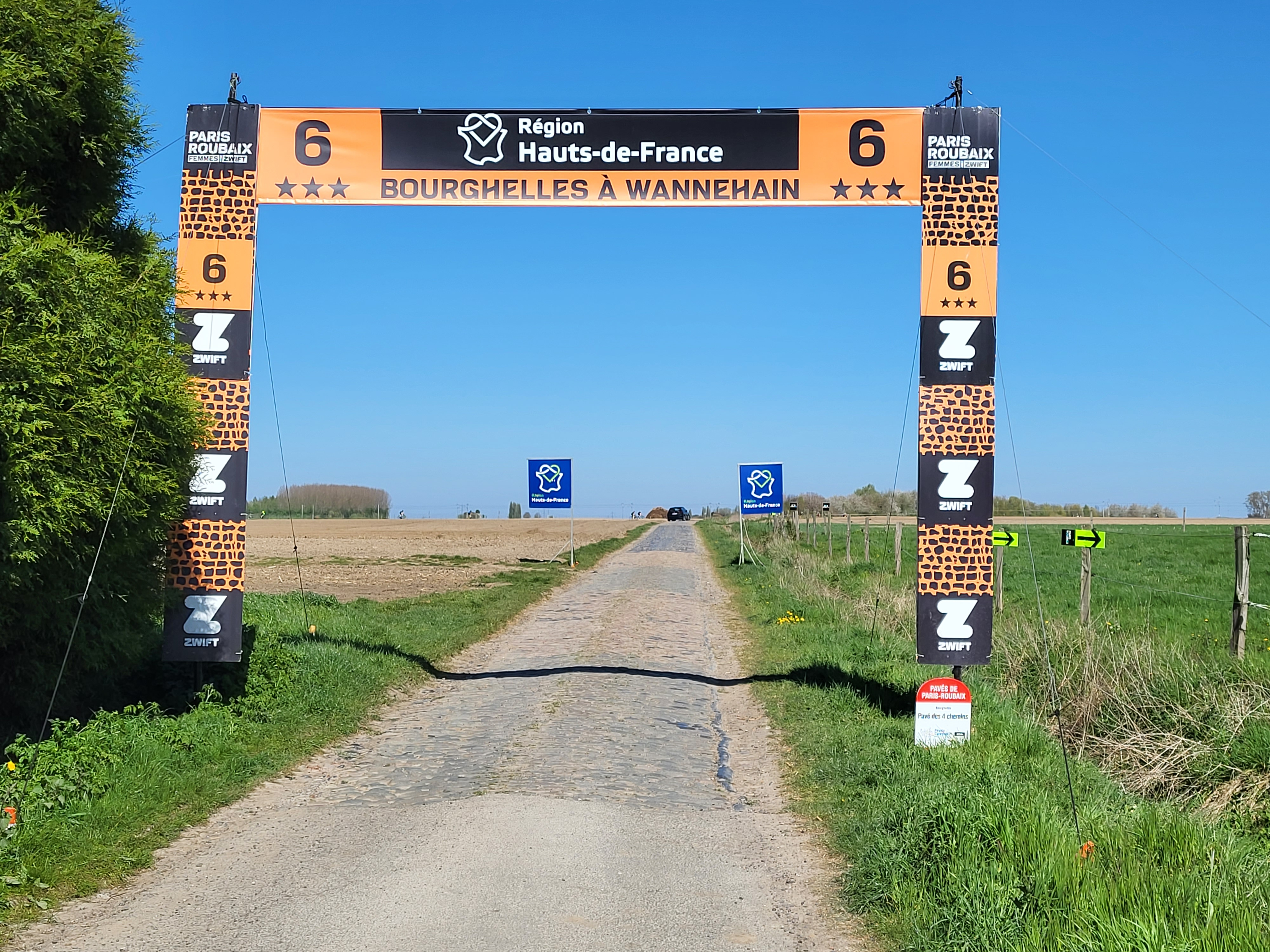
Eingang des Sektors
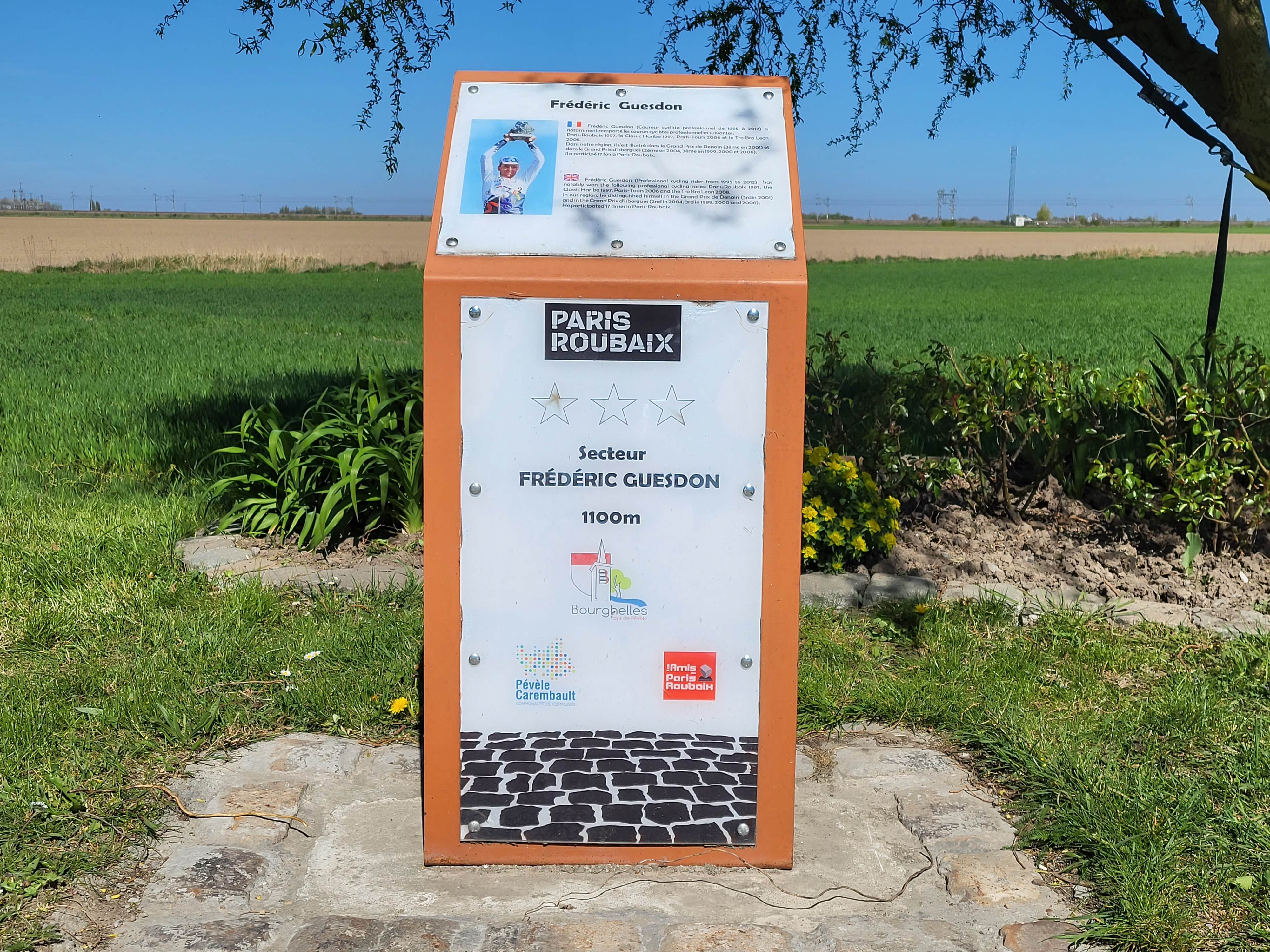
Hinweistafel zu Ehren von Frédéric Guesdon
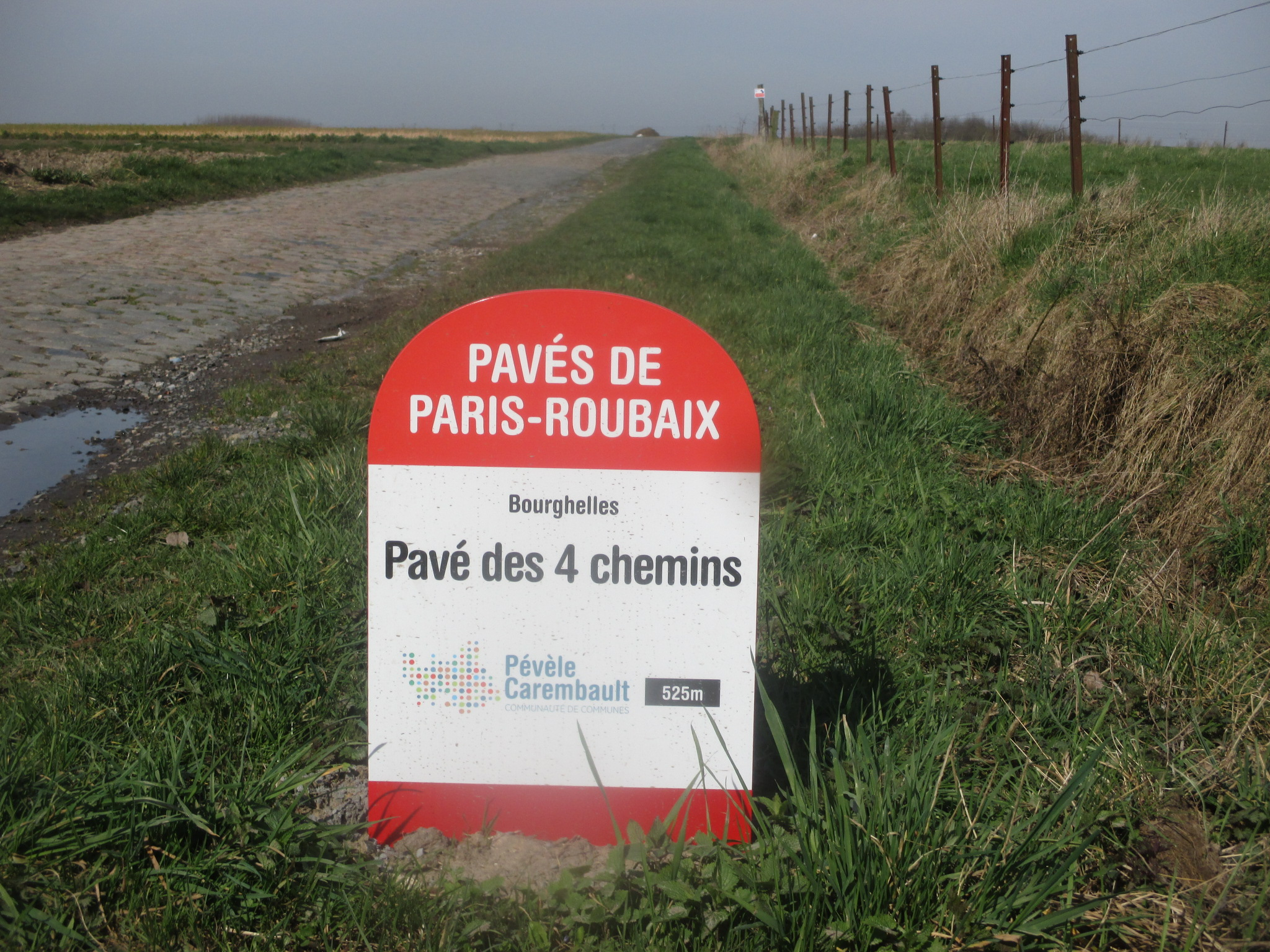
Beginn 1. Teil Sektor Bourghelles à Wannehain (Pavé des 4 chemins)
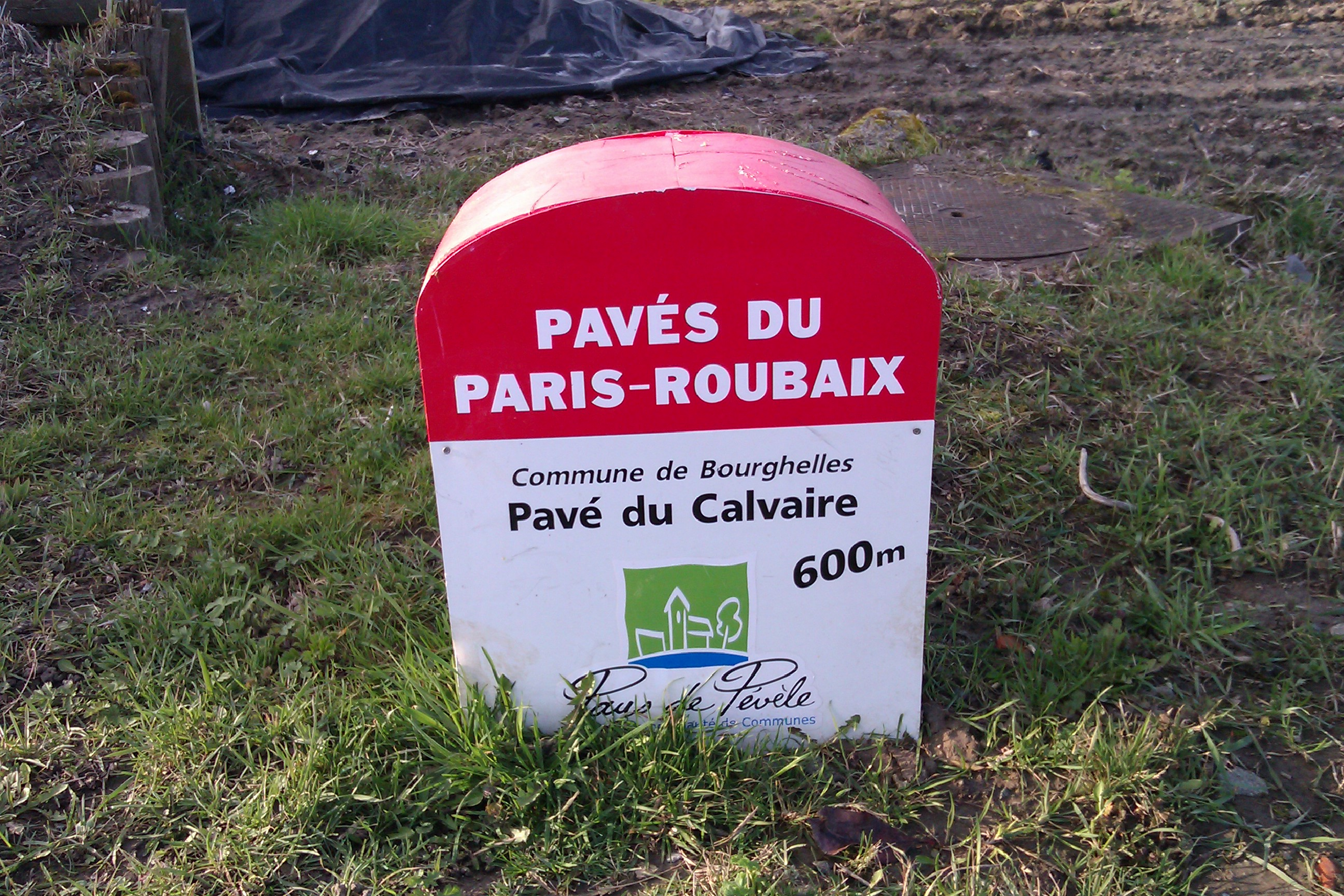
Beginn 2. Teil Sektor Bourghelles à Wannehain (Pavé du Calvaire)
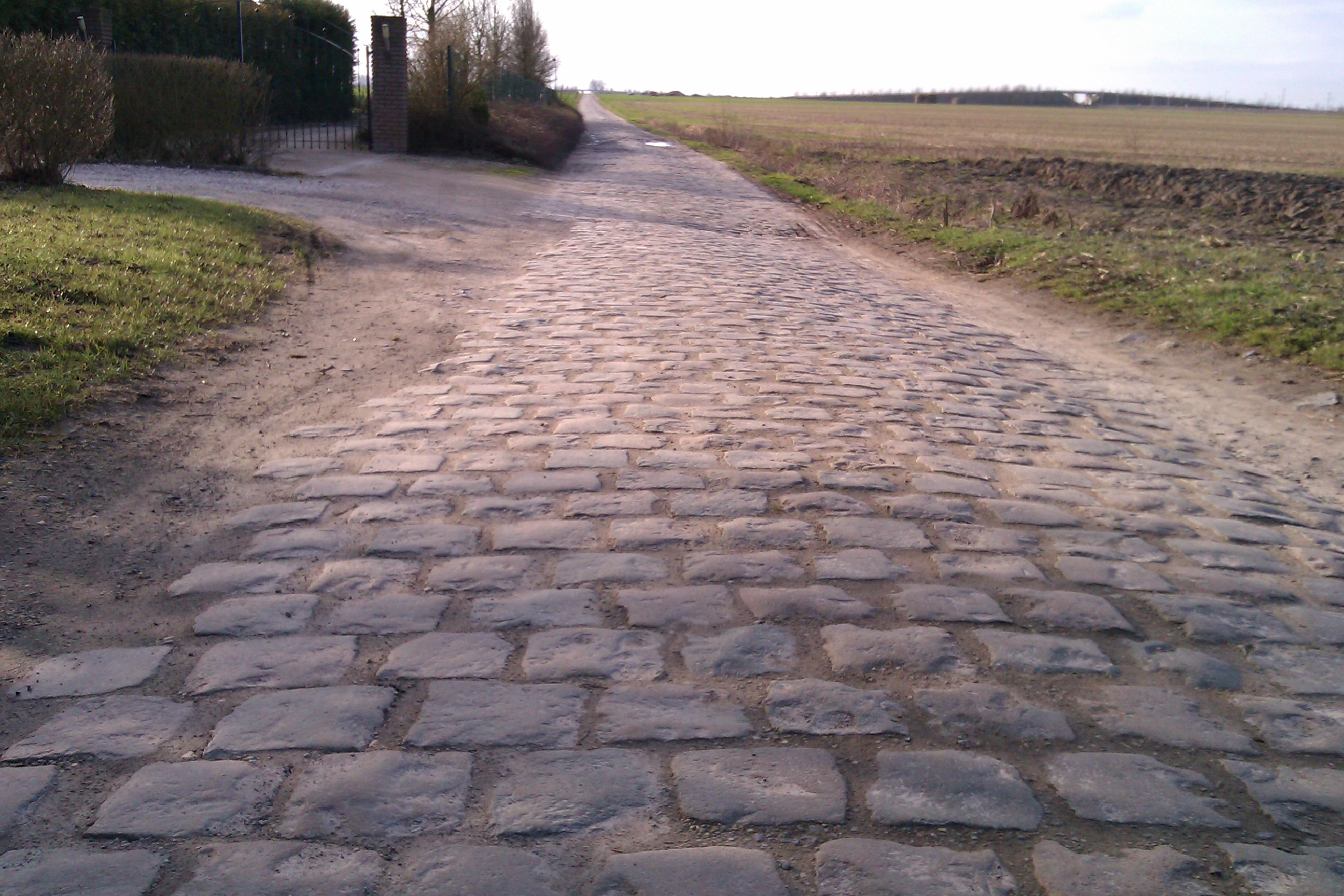
Detailansicht Pavés Ende Sektor
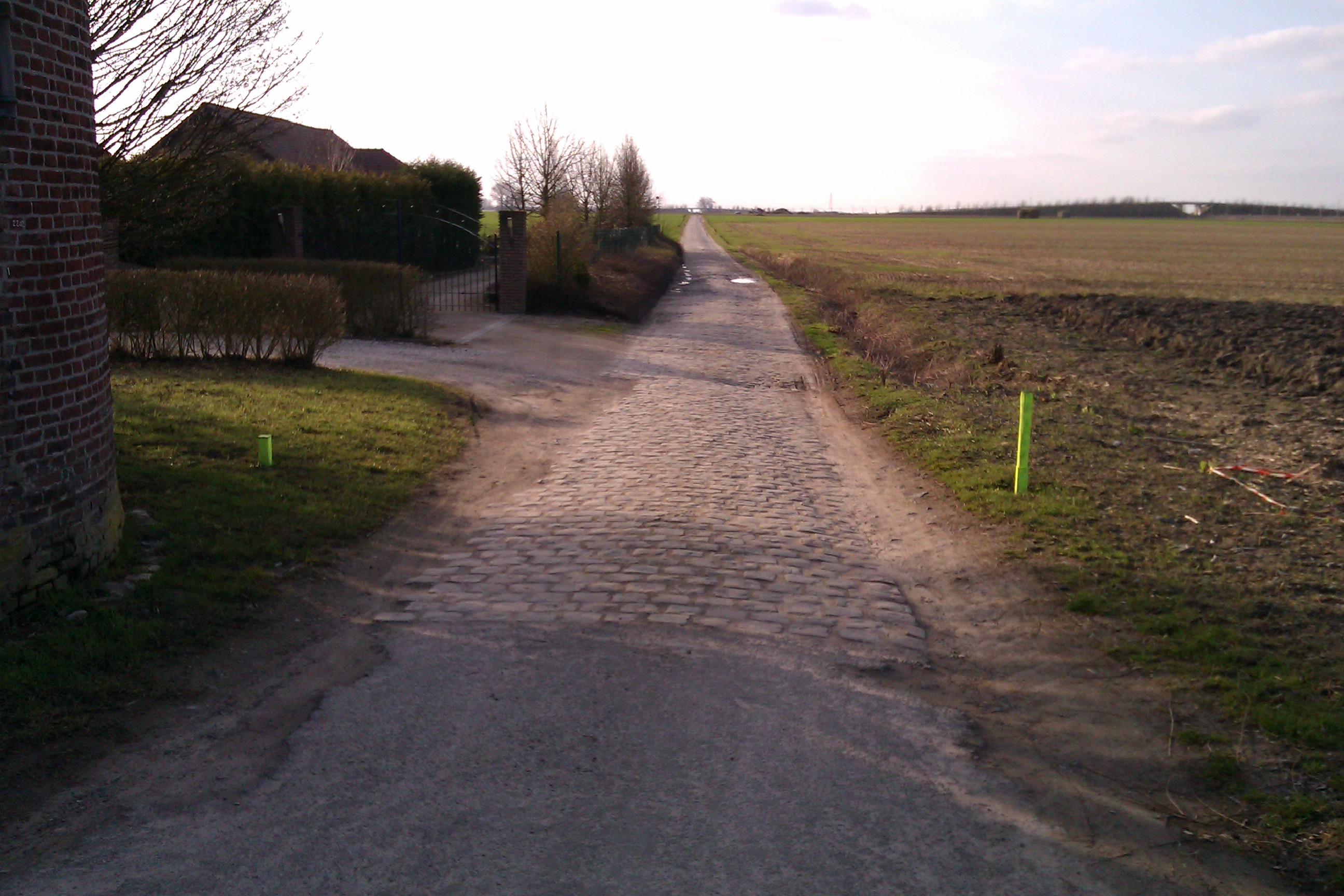
Ende Sektor Bourghelles à Wannehain